# Tanaka Yasukazu
Tanaka Yasukazu (sinh ngày 15 tháng 6 năm 1933) là một cầu thủ bóng đá người Nhật Bản.

## Đội tuyển bóng đá quốc gia Nhật Bản
Tanaka Yasukazu thi đấu cho ĐTQG Nhật từ năm 1955.

## Thống kê sự nghiệp
| Đội tuyển bóng đá Nhật Bản | Đội tuyển bóng đá Nhật Bản | Đội tuyển bóng đá Nhật Bản |
| Năm                        | Trận                       | Bàn                        |
| -------------------------- | -------------------------- | -------------------------- |
| 1955                       | 4                          | 0                          |
| Tổng cộng                  | 4                          | 0                          |